# 安德鲁希夫卡
安德鲁希夫卡（烏克蘭語：Андрушівка，羅馬化：Andrushivka，發音：[ɐndrʊˈʃiu̯kɐ] ⓘ），或按俄語名译安德鲁绍夫卡，是乌克兰日托米爾州別爾季切夫區安德鲁希夫卡市镇内的城市及该市镇的行政中心，海拔高度219米，2020年7月18日前为安德鲁希夫卡区的行政中心。該市距離州府日托米爾47公里，始建於1683年，面積68.08平方公里，2022年人口数量为8,325人。安德鲁希夫卡天文台位于该市郊区。

## 当地名人
- 尤里·伊瓦先科：乌克兰天文学家，安德鲁希夫卡天文台的建立者和台长。

## 图集

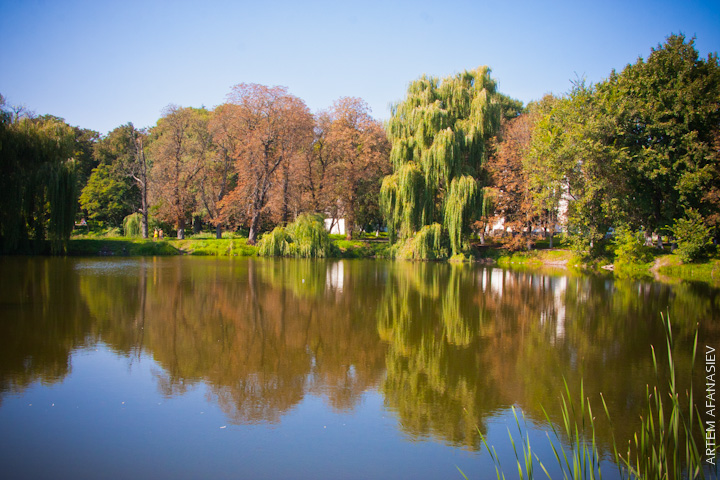
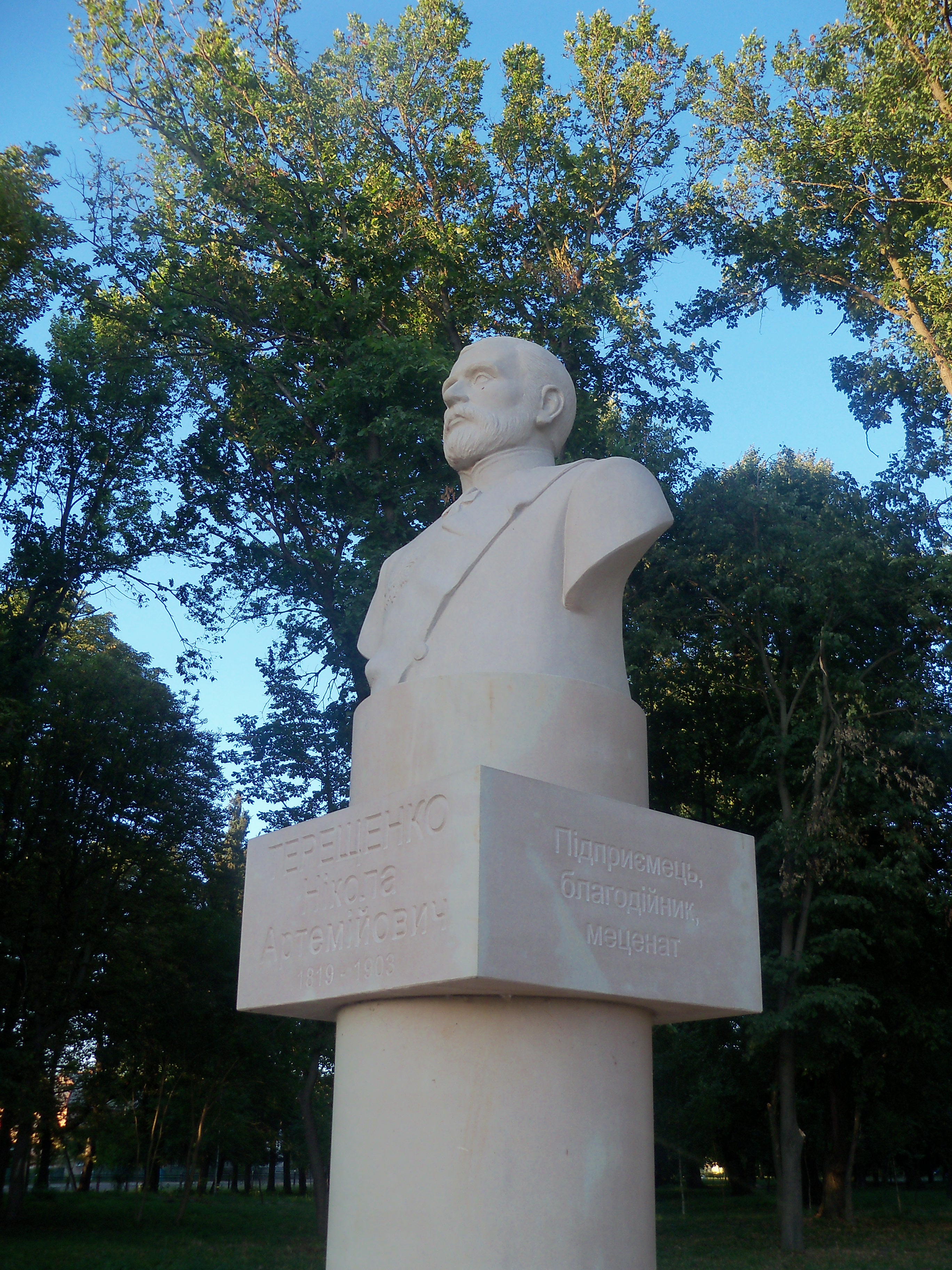

## 備註
1. ↑  俄语：，羅馬化：Andrushyovka